# Bruna möss
Bruna möss (Scotinomys) är ett släkte i familjen hamsterartade gnagare med två arter som förekommer i Centralamerika.
- Scotinomys teguina hittas från södra Mexiko till västra Panama och kännetecknas av en kort och grov päls.
- Scotinomys xerampelinus lever i Costa Rica och Panama. Pälsen är längre och mjukare än hos den förstnämnda arten.

## Beskrivning
Med en kroppslängd (huvud och bål) mellan 8,0 och 8,5 cm, en svanslängd mellan 5 och 7 cm, samt en vikt mellan 12 och 15 gram är de jämförelsevis små gnagare från nya världen. Pälsen är på ovansidan gulbrun, rödaktig eller nästan svart och på undersidan ljusbrun. Öronen, tassarna och svansen är svarta.
Bruna möss föredrar regioner med klippor i savanner eller skogar. I bergstrakter förekommer de upp till 3 300 meter över havet. De är aktiva på dagen och skapar stigar i undervegetationen genom att trampa ned gräset. Födan utgörs av insekter.
Arterna kan fortplanta sig hela året och honor kan vara dräktiga med en månad mellanrum. Dräktigheten varar omkring 30 dagar och sedan föds upp till fem ungar (vanligen två eller tre). Ungarna dias 18 till 24 dagar och efter fem till åtta veckor är de könsmogna. Även hanar deltar i ungarnas uppfostring.
IUCN listar båda arter som livskraftig (LC).
Bruna möss är nära släkt med pygmémöss (Baiomys) och tillsammans bildar de ett tribus, Baiomyini.